# 柴田正人

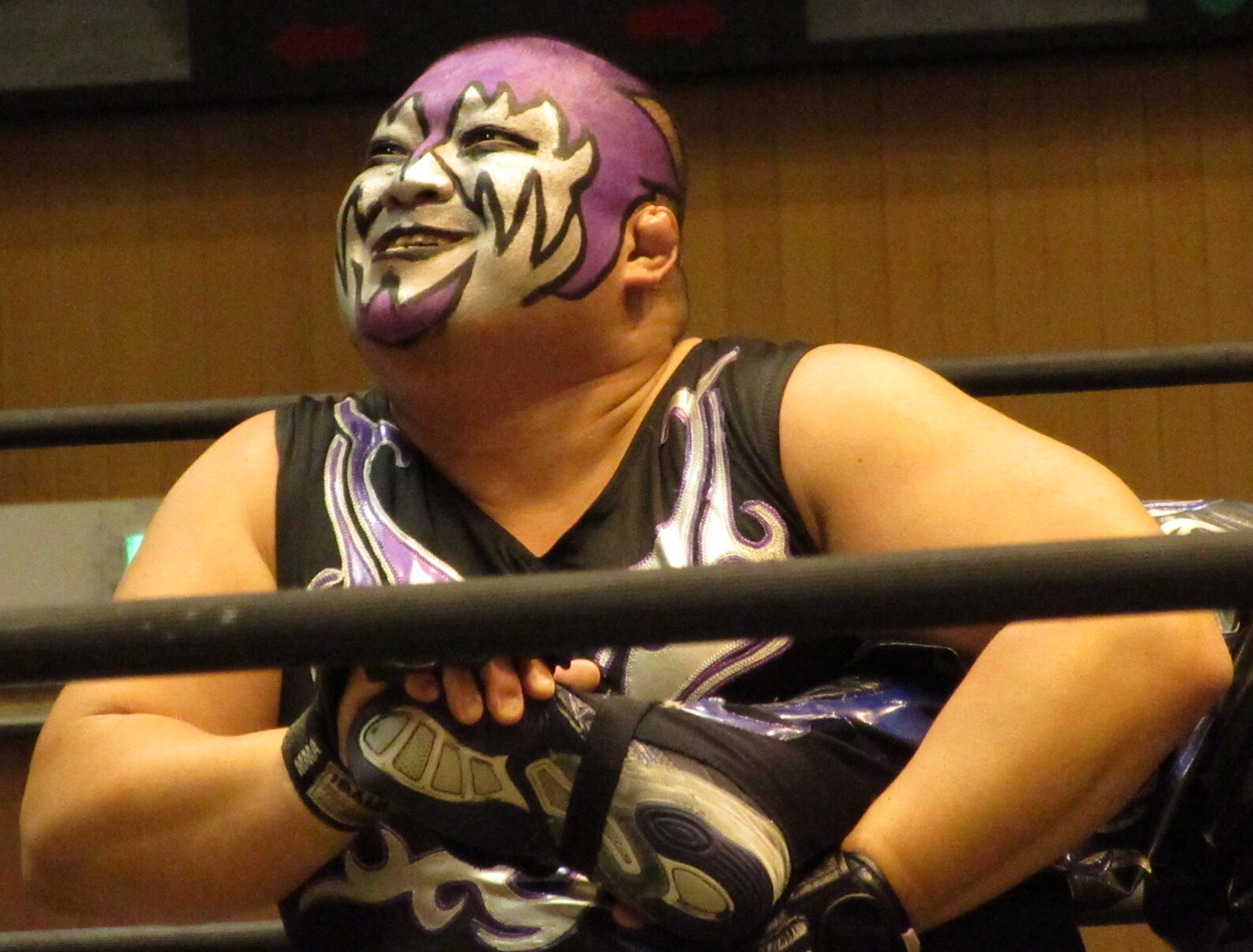
マッド・ポーリー

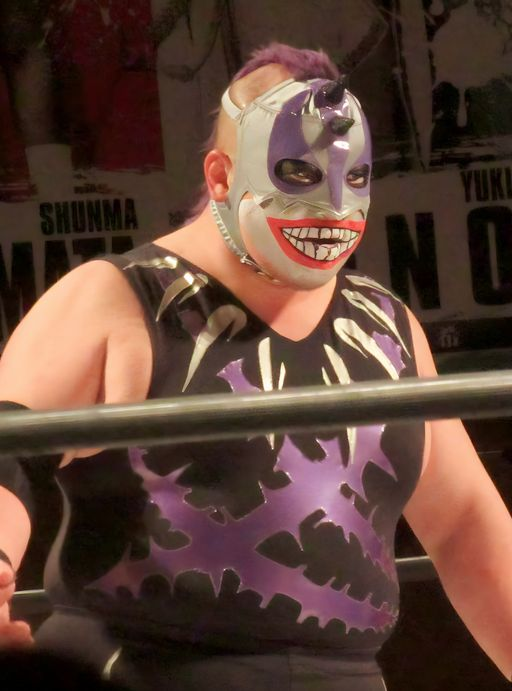
MJポー

柴田 正人（しばた まさと、1978年9月13日 - ）は、日本のプロレスラー。

## 経歴
2003年12月17日、PWCプロモーション北沢タウンホール大会で佐々木恭介、田村和宏、越後隆、森山大とタッグを組んで対維新力&戸井克成&クラッシャー高橋&菅原伊織&前田光世戦でデビュー。
2004年、STYLE-Eに移籍。
2007年、ビッグバン・ベイダーが率いる軍団「TEAM VADER」に加入。同年、橋本友彦、小坂井寛と共にユニット「ジュウドー・ブラック・ウォーリアーズ」を結成してアメリカ遠征に行く。
2012年10月20日、STYLE-Eの母体であるU-FILE CAMPに移籍。
2013年､めちゃイケのゲームコーナー
「めちゃギントン」に太リーマン役として出演
2014年、U-FILE CAMPを退団。
2016年4月30日、DDTプロレスリングラジアントホール大会に佐々木大輔のペット「マッド・ポーリー（後のMJポー）」として参戦。

## 得意技
ジャンキー・プレス
ポーちゃんボム
投げっ放し式パワーボムと同型。
ポーリーバスター
ラリアット

## 入場曲
- Black Suits Comin（ウィル・スミス）
- LastKaaos（MJポーの入場曲）

## タイトル歴
ガッツワールドプロレスリング
- GWC認定6人タッグ王座（第11代）（パートナーは竹田誠志、那須晃太郎）

STYLE-E
- STYLE-Eタッグ王座（第2代）（パートナーはベアー福田）

RCW
- RCWインターナショナルヘビー級王座（第5代）

WEW
- WEWタッグ王座（第15代）（パートナーは那須晃太郎）

ユニオンプロレス
- UWA世界タッグ王座（第20代）（パートナーは石川修司）

プロレスリングSECRET BASE
- CAPTAIN OF THE SECRET BASE無差別級タッグ王座（初代）（パートナーはベアー福田）

DDTプロレスリング
- KO-Dタッグ王座（第64代、第77代）（パートナーは遠藤哲哉→佐々木大輔）
- KO-D6人タッグ王座（第26代、第35代、第45代、第46代）（パートナーは佐々木大輔、遠藤哲哉→高尾蒼馬、遠藤哲哉→佐々木大輔、藤田ミノル→佐々木大輔、KANON）
- アイアンマンヘビーメタル級王座（第1201代、第1365代、第1378代）

新宿二丁目プロレス
- 新宿二丁目プロレス認定ILNP王座（初代）